# Zambezia
Zambezia is een van de tien provincies van Mozambique. Na Niassa is het met 105.000 vierkante kilometer de grootste provincie van het land. Met bijna 2,9 miljoen inwoners heeft het ook na Nampula het grootste bevolkingsaantal van het land. De hoofdstad van de provincie is Quelimane.

## Grenzen
De provincie Zambezia ligt aan de kustlijn van Mozambique:
- Met de Kanaal van Mozambique in het zuidoosten.

En grenst ook aan een buurland:
- De regio Southern van Malawi in het westen.

Verder grenst Zambezia aan vier andere provincies:
- Niassa in het noorden.
- Nampula in het noordoosten.
- Sofala in het zuidwesten.
- Tete in het uiterste zuidwesten.

## Districten
De provincie is verder verdeeld in zestien districten:
- Alto Molocue
- Chinde
- Gilé
- Gurué
- Ile
- Inhassunge
- Lugela
- Maganja da Costa

- Milange
- Mocuba
- Mopeia
- Morrumbala
- Namacurra
- Namarroi
- Nicoadala
- Pebane

Cabo Delgado · Gaza · Inhambane · Manica · Maputo · Nampula · Niassa · Sofala · Tete · Zambezia · Maputo (stad)